# Acrocercops barringtoniella
Acrocercops barringtoniella là một loài bướm đêm thuộc họ Gracillariidae. Nó được tìm thấy ở Ấn Độ và Java, Indonesia. Ấu trùng ăn Barringtonia acutangula, Barringtonia spicata, Careya arborea, và Planchonia careya.